# Cải mù tạt
Cải mù tạt hoặc mù tạt đen (danh pháp hai phần: Brassica nigra) là một loài cây hàng năm, được trồng lấy hạt chủ yếu dùng làm gia vị mù tạc.

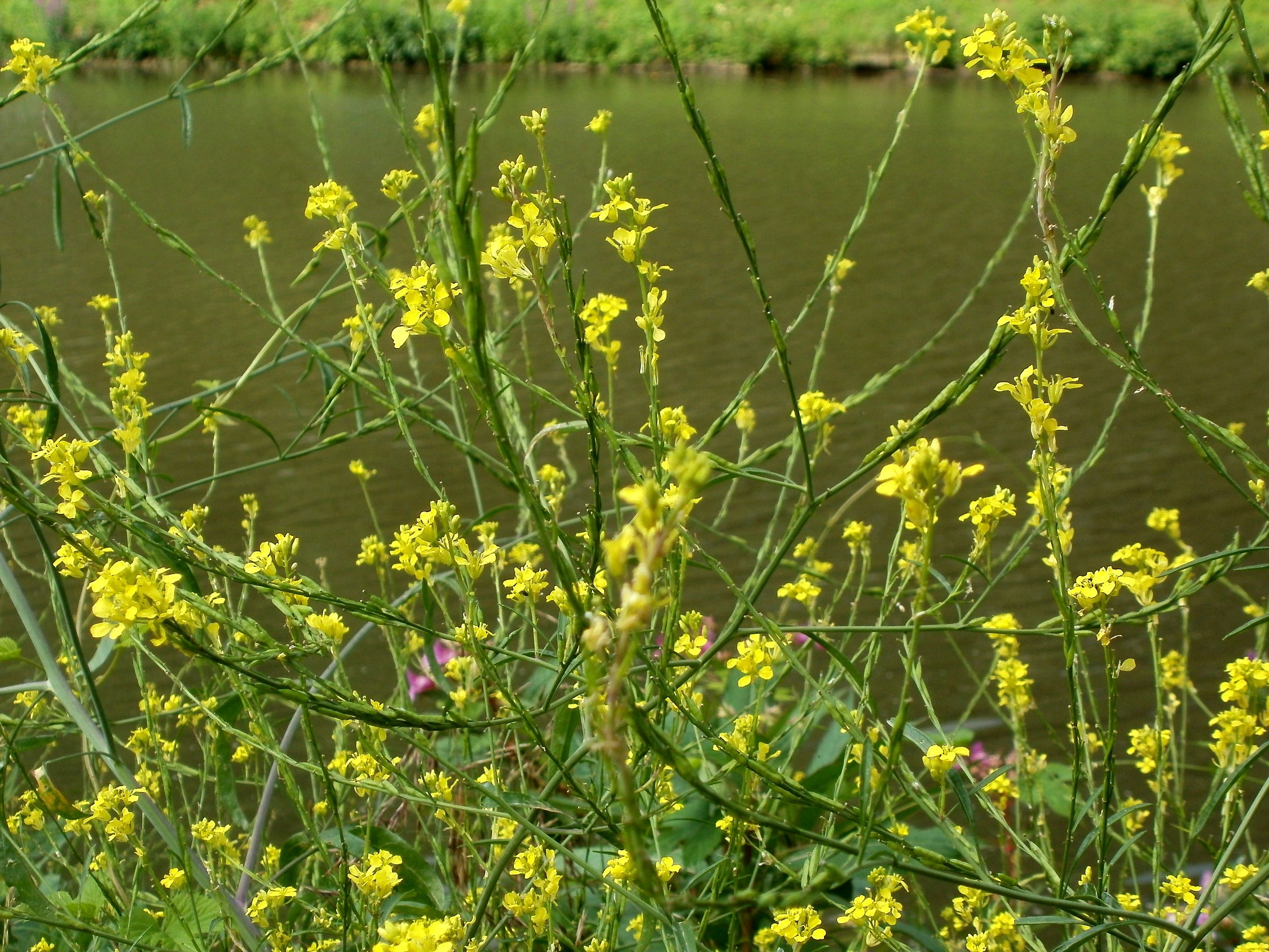
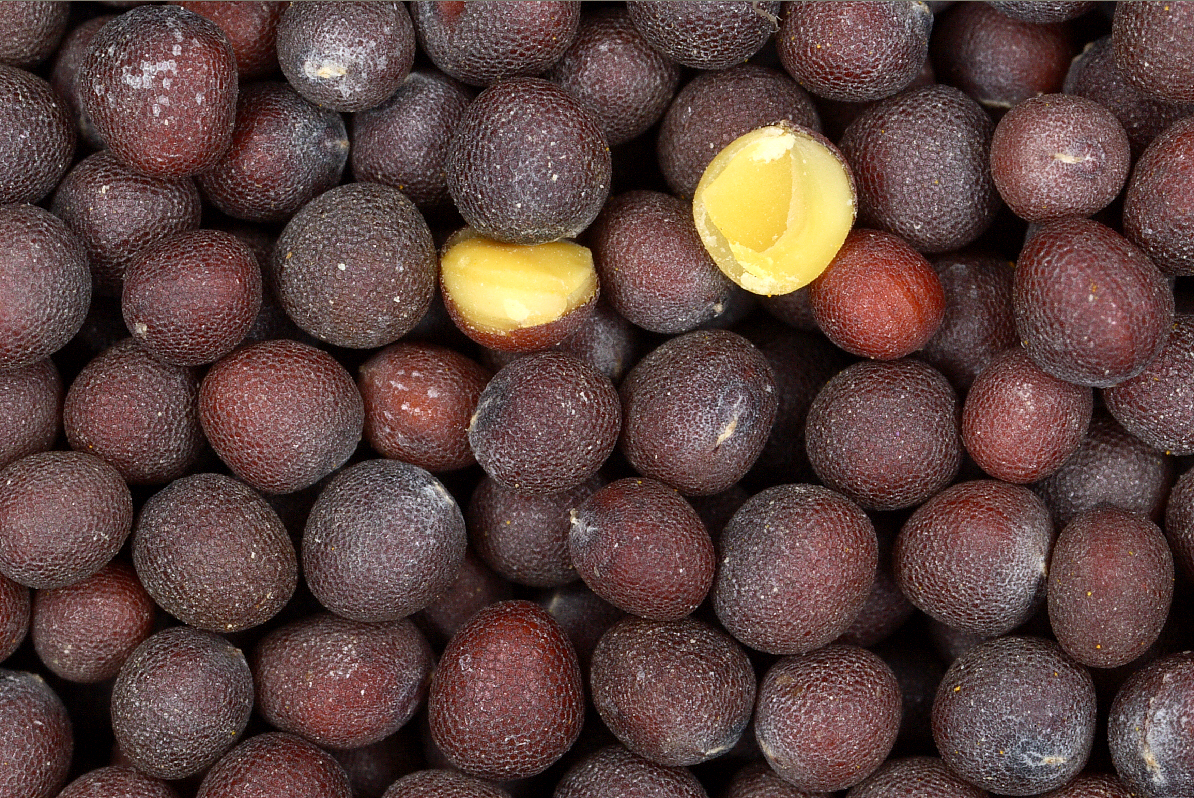
hạt